# Томас (Салм-Кирбург)
Вижте пояснителната страница за други личности с името Томас.
Томас фон Залм-Кирбург (на немски: Thomas von Salm-Kyrburg; * 1529; † 1553) е вилд – и Рейнграф в Кирбург-Пютлинген, Димеринген-Вилденбург.

## Произход
Той е вторият син на вилд – и Рейнграф Йохан VII фон Залм-Кирбург (1493 – 1531) и съпругата му графиня Анна фон Изенбург-Бюдинген-Келстербах (ок. 1498/1500 – 1551/1557), дъщеря на граф Филип фон Изенбург-Бюдинген-Ронебург (1467 – 1526) и Амалия фон Ринек (1478 – 1543). По-големият му брат Йохан VIII (1522 – 1548) е вилд-и Рейнграф в Кирбург-Мьорхинген (1531 – 1548).

## Фамилия
Томас се жени на 13 септември 1548 г. за графиня Юлиана фон Ханау-Мюнценберг (* 30 март 1529; † 8 юли 1595), дъщеря на граф Филип II фон Ханау-Мюнценберг (1501 – 1529) и графиня Юлиана фон Щолберг (1506 – 1580). Те имат три дъщери:
- Анна фон Кирбург-Пютлинген († 1577), омъжена на 22 октомври 1572 г. за фрайхер Вилхелм фон Крихинген († 1610), син на фрайхер Вирих фон Крихинген (1511 – 1587) и леля ѝ Антония фон Кирбург († 1589)
- Юлиана фон Кирбург-Пютлинген (* септември 1551; † 21 януари 1607), омъжена на 12 февруари 1589 г. в Айзлебен за граф Ернст VI фон Мансфелд-Хинтерорт (1561 – 1609), син на граф Йохан фон Мансфелд-Хинтерорт († 1567) и втората му съпруга принцеса Маргарета фон Брауншвайг-Люнебург (1534 – 1596)
- Мария Магдалена фон Кирбург-Пютлинген (1553 – 1554)

Вдовицата му Юлиана фон Ханау-Мюнценберг се омъжва втори път на 18 януари 1567 г. за императорския съветник граф Херман фон Мандершайд-Бланкенхайм (1535 – 1604).